# Slapovi u Dugama
Slapovi u Dugama nalaze se na rijeci Dušćici, pritoci Rame. Smješteni su u naseljenom mjestu Duge, općina Prozor-Rama, Bosna i Hercegovina.
Na Dušćici se nalaze dva vodopada visoka više od 20 metara te nekoliko manjih slapova visokih između dva i šest metara.
Godine 1958. Zemaljski zavod za zaštitu spomenika kulture i prirodnih rijetkosti je područje oko vodopada i selo Duge zaštitio kao prirodnu rijetkost i objekt značajan za turizam.